# L'Amulette d'Ogum
Pour plus de détails, voir Fiche technique et Distribution.
L'Amulette d'Ogum (O Amuleto de Ogum) est un film brésilien réalisé par Nelson Pereira dos Santos, sorti en 1974. Le film fait partie de la sélection officielle du Festival de Cannes 1975.

## Synopsis
Après l'assassinat de son père et de son frère, Gabriel est protégé du sort par un rite accompli à la demande de sa mère. En grandissant, il est impliqué dans des crimes dans la Baixada Fluminense.

## Fiche technique
- Titre original : O Amuleto de Ogum
- Titre français : L'Amulette d'Ogum
- Réalisation : Nelson Pereira dos Santos
- Scénario : Nelson Pereira dos Santos et Francisco Santos
- Pays d'origine : Brésil
- Format : Couleurs - 35 mm - Mono
- Genre : drame
- Durée : 112 minutes
- Dates de sortie :
  - Brésil : 21 mai 1974
  - France : mai 1975 (Festival de Cannes 1975), 27 février 1985 (sortie nationale)

## Distribution
- Ney Santanna : Gabriel
- Anecy Rocha : Eneida, le fiancée de Gabriel
- Joffre Soares : Severiano
- Maria Ribeiro : Maria
- Jards Macalé : Firmino

## Sélection
- Festival de Cannes 1975 : sélection en compétition officielle